# عشق در وگاس
عشق در وگاس (به انگلیسی: Love in Vegas) یا عشق در شهر بزرگ ۳ (به انگلیسی: Love in the Big City 3) فیلمی محصول سال ۲۰۱۴ و به کارگردانی ماریوس وایسبرگ است. در این فیلم بازیگرانی همچون الکسی چادوف، ولودیمیر زلنسکی، ویله هاآپاسالو، ورا برژنوا، سوتلانا خودچنکووا، فیلیپ کیرکوروف و شارون استون ایفای نقش کرده‌اند.